# Tenguella
Tenguella, également connu sous le nom de Temelá ou Tenguella Ba, est un silatigi ou chef peul qui fonde un État de courte durée appelé Futa Kingui dans la haute vallée du fleuve Sénégal, précurseur de l'Empire du Grand Fulo. Il est appelé le Grand Fulo ou Grand roi des Fulos dans les documents portugais de l'époque.

## Biographie

### Contexte et jeunesse
Les Peuls sont un peuple nomade d'Afrique de l'Ouest. Ils se déplacent vers le sud au sein de l'Empire du Mali depuis le XIIIe siècle. Ils se sont généralement soumis aux lois des agriculteurs installés dans la région et évitent les grandes confrontations. À la fin du XVe siècle, ils sont fortement présents dans le Futa Tooro, le Macina, le Fouta Djallon et le Bondu.
Tenguella est originaire de la partie occidentale du Futa Tooro, à l'extérieur de la vallée immédiate du fleuve Sénégal, une région qui fait partie de l'empire Jolof à l'époque. Il est silatigi du clan Yaalalbe, à la fois chef politique et religieux.

### Règne

#### Futa Kingui
Tenguella devient chef des Peuls vers 1464. Sous la pression de l'expansionnisme Djolof, il conduit son clan avec plusieurs autres dans une longue émigration à travers le Sénégal vers le pays du Guidimakha, établissant un État connu sous le nom de Futa Kingui. À partir de cette base, Tenguella parvient à attirer de nombreux Peuls opprimés du reste de la région, en intervenant militairement dans un certain nombre de zones et en perturbant le commerce. Son fils Koli se rend au Fouta Jallon pour organiser les Peuls contre la domination mandingue.
Les pratiques religieuses semblent une des raisons de centralisation ethnique des Peuls au Futa Kingui. Les sources musulmanes contemporaines le qualifient de faux prophète, faisant probablement référence à sa syncrétisation de l'islam avec la religion traditionnelle peule, comme le montre son utilisation du titre silatigi. Lui-même, cependant, se considère peut-être comme un musulman à part entière et même comme une sorte de figure du Mahdi, luttant à la fois contre le paganisme et les hiérarchies traditionnelles de la région.

#### Conflit avec le Mali et le Songhaï
Le conflit avec l'Empire du Mali débute vers 1480. Tenguella constitue une armée qui comprend une force de cavalerie forte et efficace. En 1490, les actions de Tenguella dans le bassin supérieur du fleuve Gambie menacent les lignes de communication entre l'Empire du Mali et ses provinces occidentales du Kaabu. L'attaque de Koli contre les Wuli et les Niani depuis sa base de Futa Jallon menace les champs aurifères de Bambouk . En réponse, le mansa Mahmud II (en) demande une alliance et des armes à feu à Jean II du Portugal pour combattre les Peuls. L'ambassade portugaise n'y répond pas favorablement. Ils envoient une ambassade à Tenguella afin de régler le conflit en vue de sauvegarder leurs intérêts commerciaux.
L'Empire Songhaï naissant tente également de contrôler les routes commerciales de l'or occidentales,. En 1511, après des années de tensions croissantes, Tenguella envahit le royaume de Diarra qui appellent à l'aide l'empire Songhaï. Umar Komajago, frère d'Askia Mohammad Ier, dirige une puissante force lors d'une marche de deux mois à travers le désert, puis en 1512, vainc et tue Tenguella au combat,.

### Succession et héritage
Tenguella est marié à Nana Keita, dont les récits oraux disent qu'elle est une descendante de Soundiata Keita. À sa mort, Tenguella est remplacé par son fils Koli Tenguella qui fonde la dynastie Denianke à Futa Toro.
Des historiens comme Sirre Abbas Soh confondent certaines des réalisations de Tenguella avec celles de son fils, rendant la chronologie des événements difficile à comprendre. Il y a eu une autre migration en provenance de Futa Tooro à peu près à la même époque qui s'est dirigée vers le sud, traversant le fleuve Gambie, ce qui aggrave encore la confusion.